# Alfred Amonn
Alfred Amonn, född 1 juni 1883, död 2 november 1962, var en österrikisk nationalekonom.

## Biografi
Amonn var professor i Prag och Tokyo, från 1929 i Bern. Han sysslade med nationalekonomins begreppsbildning och förfäktade med logisk skärpa den abstrakta, teoretiska nationalekonomins rätt. Bland Amonns arbeten märks Objekt und Grundbegriffe der theoretischen Nationalökonomie (1911, 2:a upplagan 1927), Ricardo als Begründer der theoretischen Nationalökonomie (1924), Grundzüge der Volkwohlstandlehre (1926), Wolksvirtschaftliche Grundbegriffe und Grundprobleme (1938, 2:a upplagan 1944) och Simonde de Simondi als Nationalökonom (1945).